# Pluvier à bandeau noir
Anarhynchus thoracicus
Espèce
Statut de conservation UICN

 VU C2a(i) : Vulnérable
Le Pluvier à bandeau noir (Anarhynchus thoracicus, anciennement Charadrius thoracicus) ou Gravelot de Madagascar, est une petite espèce de limicoles appartenant à la famille des Charadriidae.

## Description
C'est le plus petit pluvier du monde : il pèse 25 g et mesure 14 cm de longueur.

## Répartition
Il est endémique à Madagascar.

## Habitat
Ses habitats naturels sont les mangroves, les plages de sable, les marais intertidaux et les lagunes côtières salines.